# Fundacja Nobla
Fundacja Nobla to pozarządowa organizacja, powołana w celu rozporządzania majątkiem Alfreda Nobla oraz administrowania nagrodą przezeń ustanowioną. Za datę jej powstania przyjmuje się 29 czerwca 1900, kiedy to jej statut został promulgowany wraz z koniecznymi regulacjami dla pozostałych związanych z Nagrodą instytucji (Królewska Szwedzka Akademia Nauk, Akademia Szwedzka, Instytut Karolinska oraz Norweski Komitet Noblowski) przez króla Szwecji i Norwegii Oskara II.

Do zadań Fundacji należy zarządzanie majątkiem pozostawionym przez Alfreda Nobla do przyznawania Nagród Nobla. Zgodnie ze statutem, musi robić to w taki sposób, by zagwarantować niezależność komitetów w ich pracy nad przyznawaniem Nagród. Ponadto Fundacja odpowiada również za organizację Sympozjów Noblowskich.